# Сарыбаба (село, Шушинский район)
Сарыбаба (азерб. Sarıbaba), иногда также Салатынкенд (азерб. Salatınkənd), до 1999 года — Ехцаог (азерб. Yextsahoq) — село в Шушинском районе Азербайджана, является центром Сарыбабинского сельского административно-территориального округа.

## География
Село Сарыбаба является центром Сарыбабинского сельского административно-территориального округа Шушинского района, при этом в состав этого сельского административно-территориального округа входит также и село Онверст. Село расположено в предгорной местности, на дороге Шуша-Лачын, в 34 км к юго-западу от районного центра — города Шуша, примерно в 10 км от города Лачын.

## Топонимика
Согласно Энциклопедическому словарю Азербайджанских топонимов, в XIX веке в населённый пункт были заселены армянские семьи переселившиеся из Ирана, после чего населённый пункт был назван Ехцаог, что в переводе с армянского языка означает "место церки". Согласно этому словарю, село в 1992 году было переименовано в Салатынкенд в честь погибшей в окрестностях села журналистки Салатын Аскеровой. Однако, решением Милли Меджлиса Азербайджанской Республики № 708-IQ от 5 октября 1999 года село Ехцаог было переименовано в Сарыбаба по названию одноимённой горы. В настоящее время в административно-территориальном делении Азербайджанской Республики это село указано под названием Сарыбаба.
14 декабря 2021 года на заседании осенней сессии Милли Меджлиса Азербайджанской Республики депутат Ганира Пашаева сообщила, что после того как Салатын Аскерова погибла, тогдашние официальные лица Азербайджана заявляли, что село где погибла Салатын Аскерова будет названо в честь неё — Салатынкенд. Однако, через несколько лет сын журналистки Джейхун Аскеров выяснил что село в 1998 году было переименовано, но не в Салатынкенд. В своём выступлении Ганира Пашаева попросила, учитывая просьбу сына журналистки, а также многих коллег и интеллигенции, назвать село где погибла Салатын Аскерова в честь её 60-летнего юбилея — Салатынкенд.
Согласно исследованию журналиста Султана Лачына, в год убийства Салатын Аскеровой Парламент Азербайджана принял решение назвать село в её честь Салатынкенд, однако по какой-то причине это решение не было утверждено правительством Азербайджана, и таким образом село называется Сарыбаба. Сам же журналист Султан Лачын, согласно его утверждениям, во всех своих записях с 1991 года этот населённый пункт упоминает под названием Салатынкенд.

## История
В советский период село называлось Ехцаог и входило в состав Шушинского района который в свою очередь входил в состав Нагорно-Карабахской автономной области (НКАО) Азербайджанской ССР.
2 сентября 1991 года на совместной сессии Нагорно-Карабахского областного и Шаумяновского районного Советов народных депутатов была принята Декларация о провозглашении Нагорно-Карабахской Республики в границах Нагорно-Карабахской автономной области (НКАО) и сопредельного Шаумяновского района Азербайджанской ССР.
26 ноября 1991 года Верховный Совет Азербайджанский Республики принял Закон "Об упразднении Нагорно-Карабахской автономной области Азербайджанской Республики", согласно которому среди прочего Шушинский район был включён в число районов республиканского подчинения.
В результате Карабахского конфликта село в 1992 году было занято армянскими вооружёнными формированиями и попало под контроль непризнанной Нагорно-Карабахской Республики (НКР). Согласно административно-территориальному делению непризнанной республики село называлось Ехцаох и входило в состав Шушинского района НКР.
Решением Милли Меджлиса Азербайджанской Республики № 708-IQ от 5 октября 1999 года село Ехцаог было переименовано в Сарыбаба по названию одноимённой горы.
Согласно Трёхстороннему Заявлению в ночь с 9 по 10 ноября 2020 года, подписанному по итогам Второй Карабахской войны, село Сарыбаба перешло под контроль Российского миротворческого контингента. Через село стал проходить построенный согласно Трёхстороннему Заявлению маршрут альтернативный Лачинскому коридору.
В результате боевых действий в сентябре 2023 года Азербайджан восстановил свой контроль над селом.

## Экономика
В советский период население села было занято в сфере животноводства и овощеводства, в селе были восьмилетняя школа, клуб, библиотека, медицинский клуб.